# George Pim
George Cecil Pim (ur. 14 stycznia 1899 w Dublinie, zm. 19 lipca 1976 w Windsorze) – brytyjski bobsleista, dwukrotny olimpijczyk.

## Występy na IO
| Rok  | Igrzyska Olimpijskie | Konkurencja             | Wyniki      |
| 1924 | Chamonix 1924        | czwórki/piątki mężczyzn | 5. miejsce  |
| 1928 | Sankt Moritz 1928    | czwórki/piątki mężczyzn | 10. miejsce |